# Terre-pleins à Hong Kong

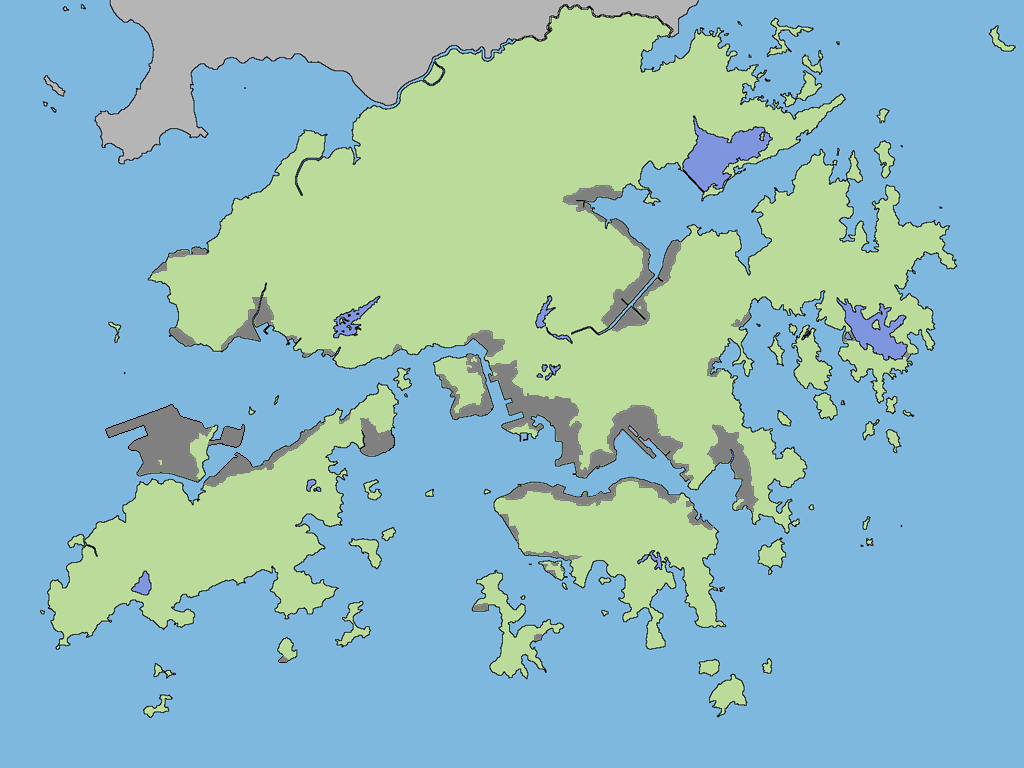
Terre-pleins (zone grise) à Hong Kong.

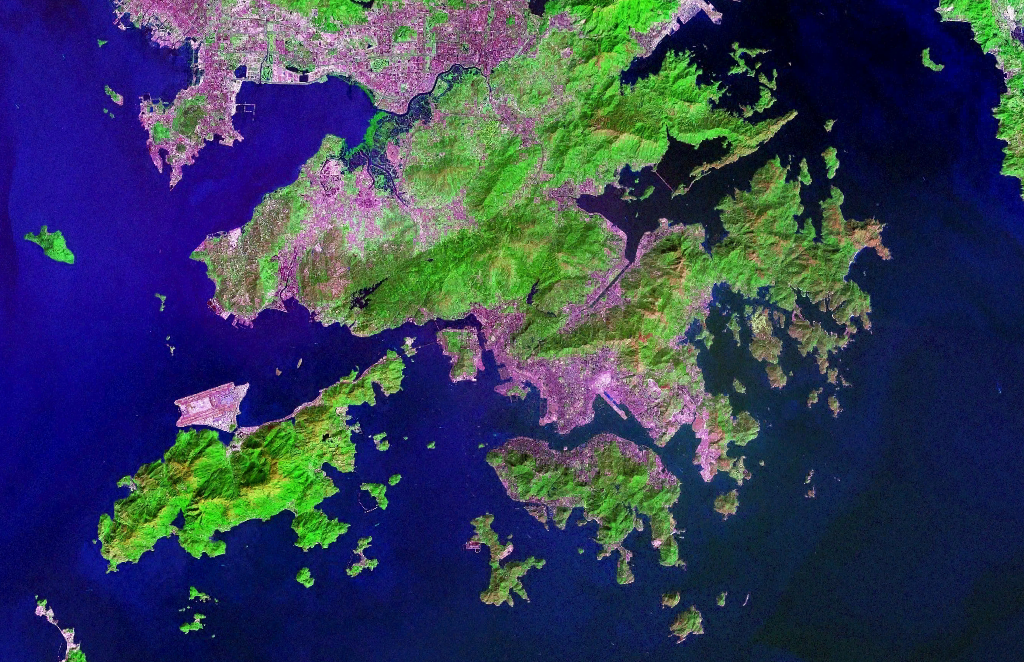
Notez que la majeure partie de la zone urbaine (en rose) de Hong Kong se trouve sur des terres gagnées sur la mer.

La création de terre-pleins afin de gagner des terres sur la mer est utilisée depuis longtemps à Hong Kong, ville à l'environnement très montagneux, avec un total d'environ 60 km2 de terres gagnées en 1996. Les premières opérations de ce genre dans la région sont très anciennes et remontent à l'époque de la dynastie des Hans occidentaux (206 avant J.C. - 9 après J.C.), lorsque des plages ont été transformées en zones de production de sel. De grands projets de création de terre-pleins sont menés depuis le milieu du XIXe siècle.

## Projets

### Projet Praya (1868-1904)

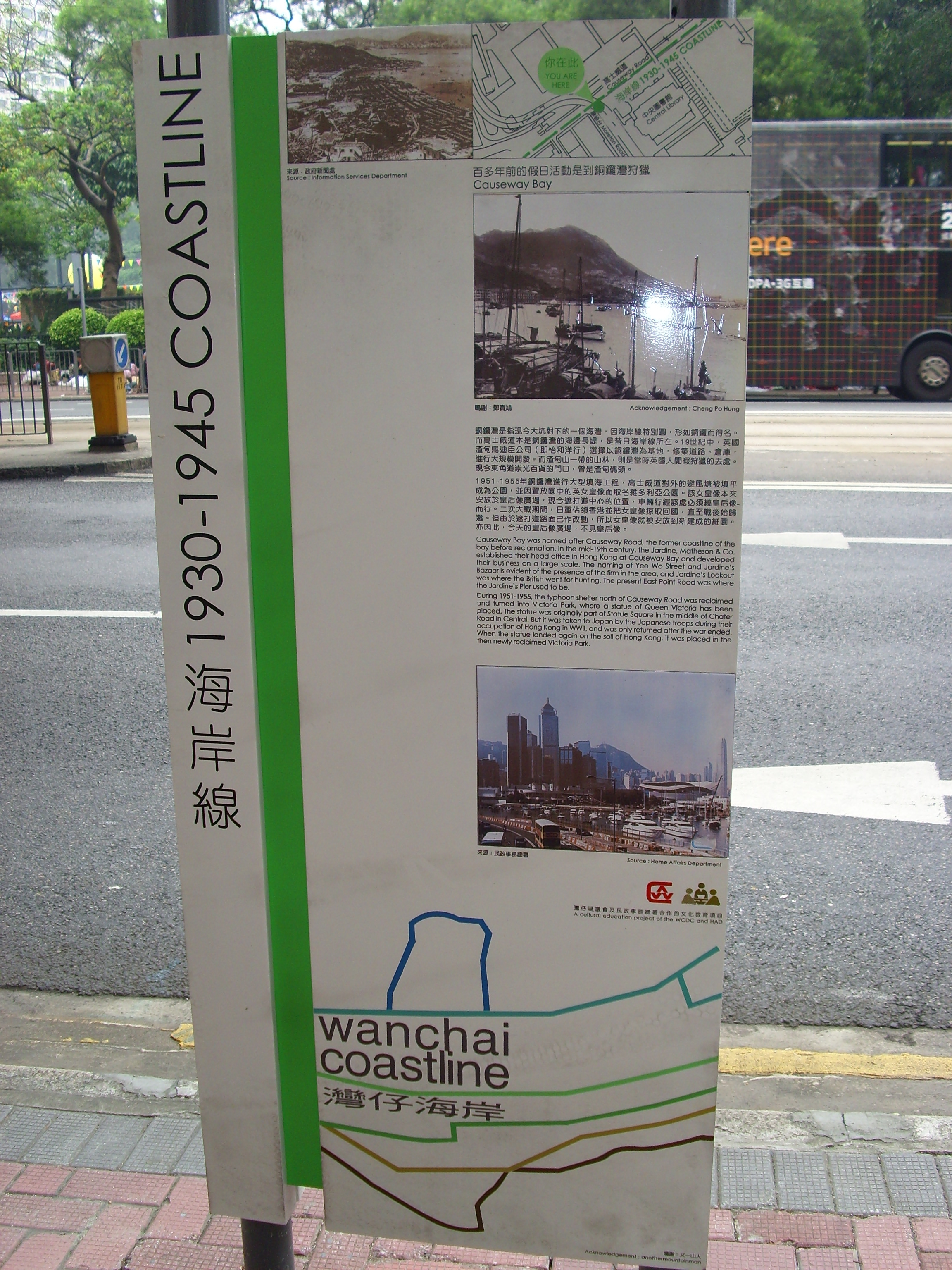
Un panneau à Causeway Bay montrant l'ancien emplacement du littoral.

Praya est l'un des premiers projets de terre-pleins, réalisé en deux phases dont la seconde ajoutera de 50 à 60 acres (24 ha) de terres en 1890. C'est l'un des projets les plus ambitieux jamais entrepris à l'époque coloniale,. Il élargit considérablement la zone autour de Praya (en).

### Extension de l'aéroport de Kai Tak (1957-1974)
L'ancien aéroport, Kai Tak, était situé à Kowloon et une partie du terrain a été gagnée sur la mer. Un tronçon de piste et la plupart des places pour avions sont bâtis sur des terres récupérées.

### Nouvelles villes, phases 1-3 (1973-1996)
Les nouvelles villes (en), comme Tuen Mun, Tai Po (en), Sha Tin, Ma On Shan, West Kowloon (en), Kwun Tong (en) et Tseung Kwan O (en), sont bâties pour la plupart sur des terre-pleins qui furent construits en une série de trois phases.

### Construction du nouvel aéroport international (1991-1998)
Le « nouvel » aéroport international de Chek Lap Kok est construit sur deux îles et ouvre en 1998. Une troisième piste est actuellement en construction sur un petit terre-plein à côté de l'aéroport.

### Projets de Central et Wan Chai (1993-2018)
Plusieurs projets le long de Victoria Harbour ont été construits à des fins divers. Cela comprend des améliorations de transport telles que la station de métro de Hong Kong, le chemin de fer express vers l'aéroport et le contournement Central-Wanchai, ainsi que des espaces de loisirs publics tels que l'espace événementiel Central Harbourfront, le parc de Tamar et la grande roue de Hong Kong.

### Pont Hong Kong-Zhuhai-Macao (2009-2018)

Tracé du pont Hong Kong-Zhuhai-Macao.

Le projet de pont comprend la création de quatre îles, dont une à Hong Kong.

### Extension de la nouvelle ville de Tung Chung (depuis 2017)
Actuellement en construction, une extension de Tung Chung sur la rive nord de l'île de Lantau, devrait être achevée en 2023.

### Troisième piste de l'aéroport international de Hong Kong (2016-2024)
La troisième piste de l'aéroport est construite sur un terre-plein et achevée en 2020, tandis que la piste au-dessus devrait être achevée en 2024.

### Lantau Tomorrow Vision (projet)
En octobre 2018, un projet de développement est annoncé avec l'intention de créer 1 700 hectares de terres sous la forme de nouvelles îles au large de la côte est de Lantau, pour accueillir environ 1,1 million de personnes. Le projet a un coût estimé de 500 milliards HK$,.

## Problèmes
Une bonne partie des terre-pleins sont situés dans des emplacements de choix des deux côtés de Victoria Harbour. Cela soulève des problèmes environnementaux au sujet de la diminution du port, qui était autrefois la source de la prospérité de Hong Kong, de la congestion du trafic dans le district de Central, ainsi que de la collusion du gouvernement de Hong Kong avec les promoteurs immobiliers du territoire,.

## Législation environnementale
Les législateurs de Hong Kong adoptent l'ordonnance sur la protection du port (en) en 1996 dans le but de protéger Victoria Harbour, de plus en plus menacé, contre l'empiétement par création de nouvelles terres. Lors d'un contrôle judiciaire (en) en janvier 2004, la Cour d'appel final établit le critère de « Besoin public primordial » auquel le gouvernement doit se conformer pour procéder à la création de terre-pleins le long de Victoria Harbour.

## Galerie

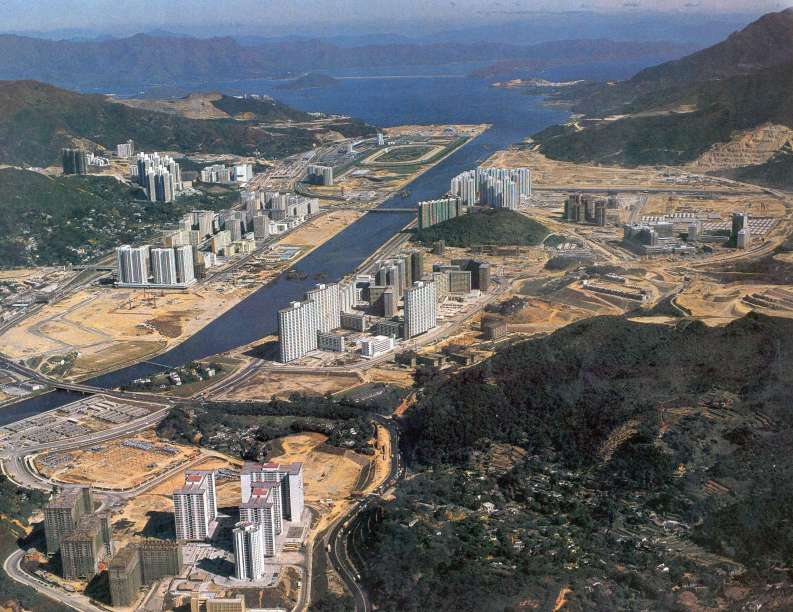
La nouvelle ville de Sha Tin en développement dans les années 1980.
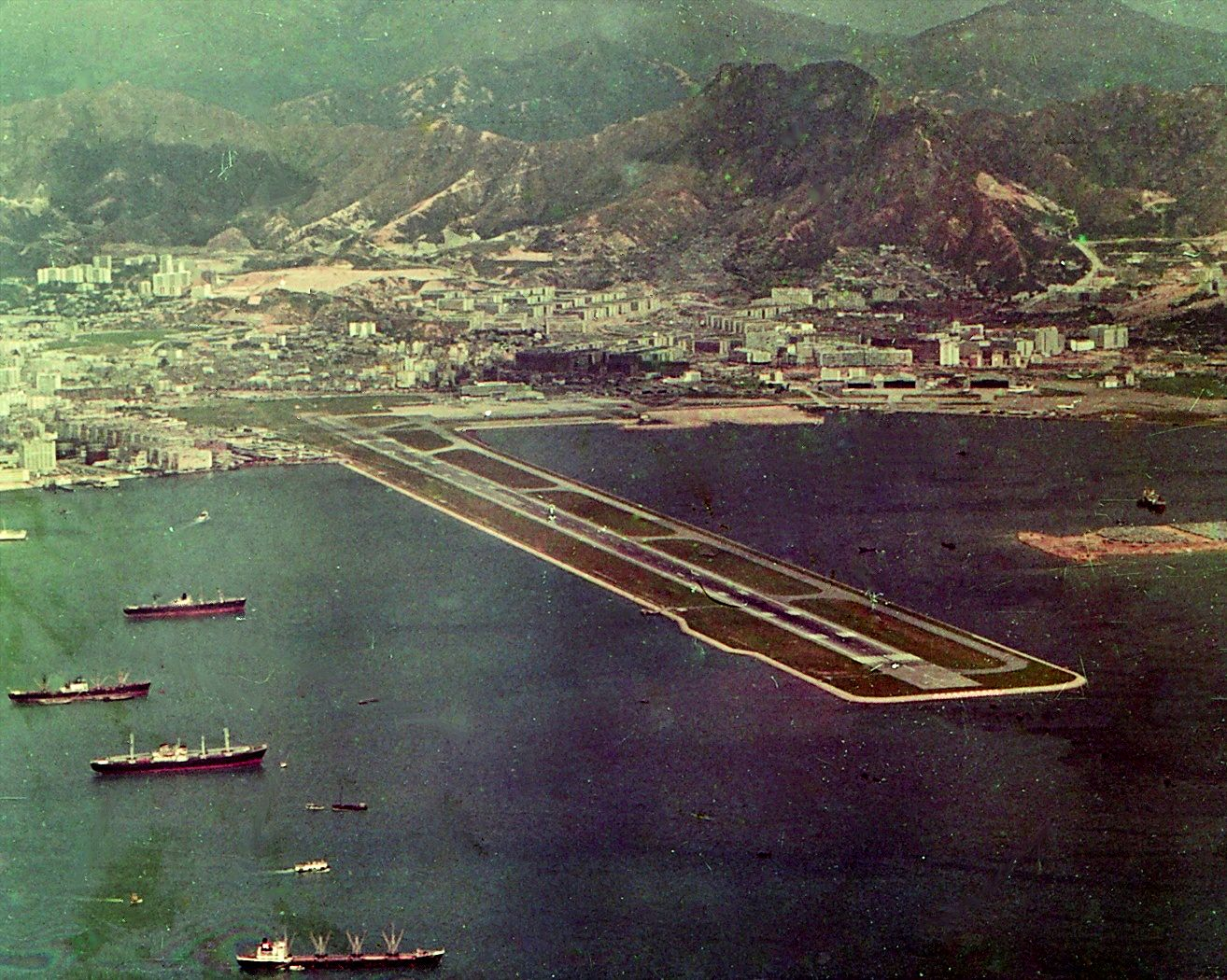
L'aéroport de Kai Tak dans les années 1970, avant que d'autres créations de terre-pleins ne soient entreprises.
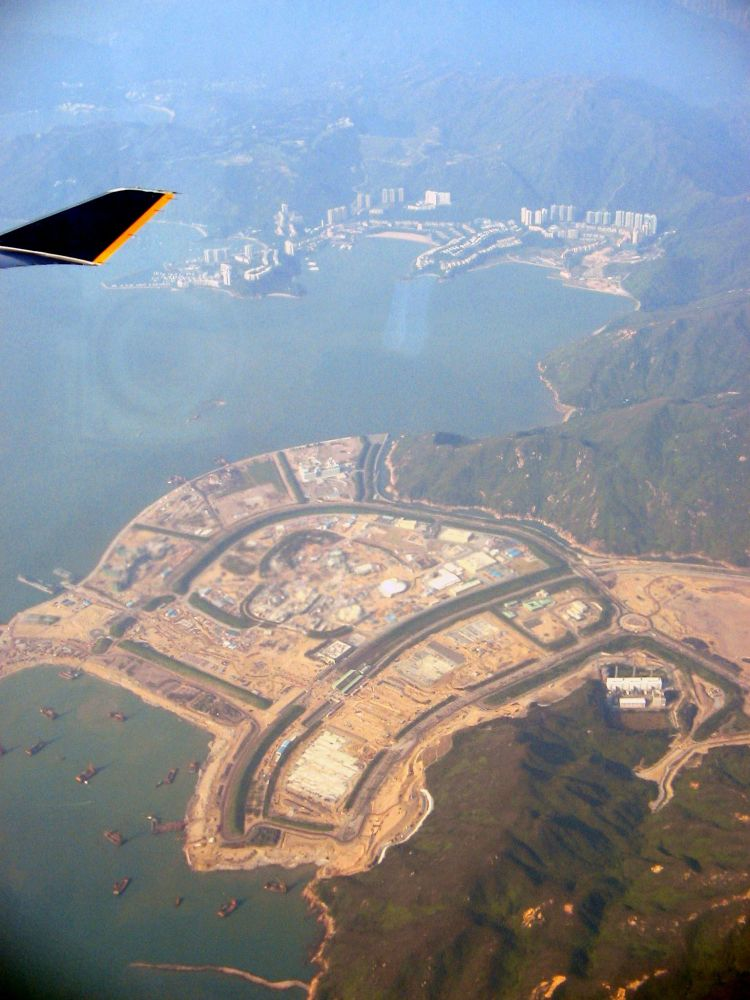
Hong Kong Disneyland Resort en construction (octobre 2004).
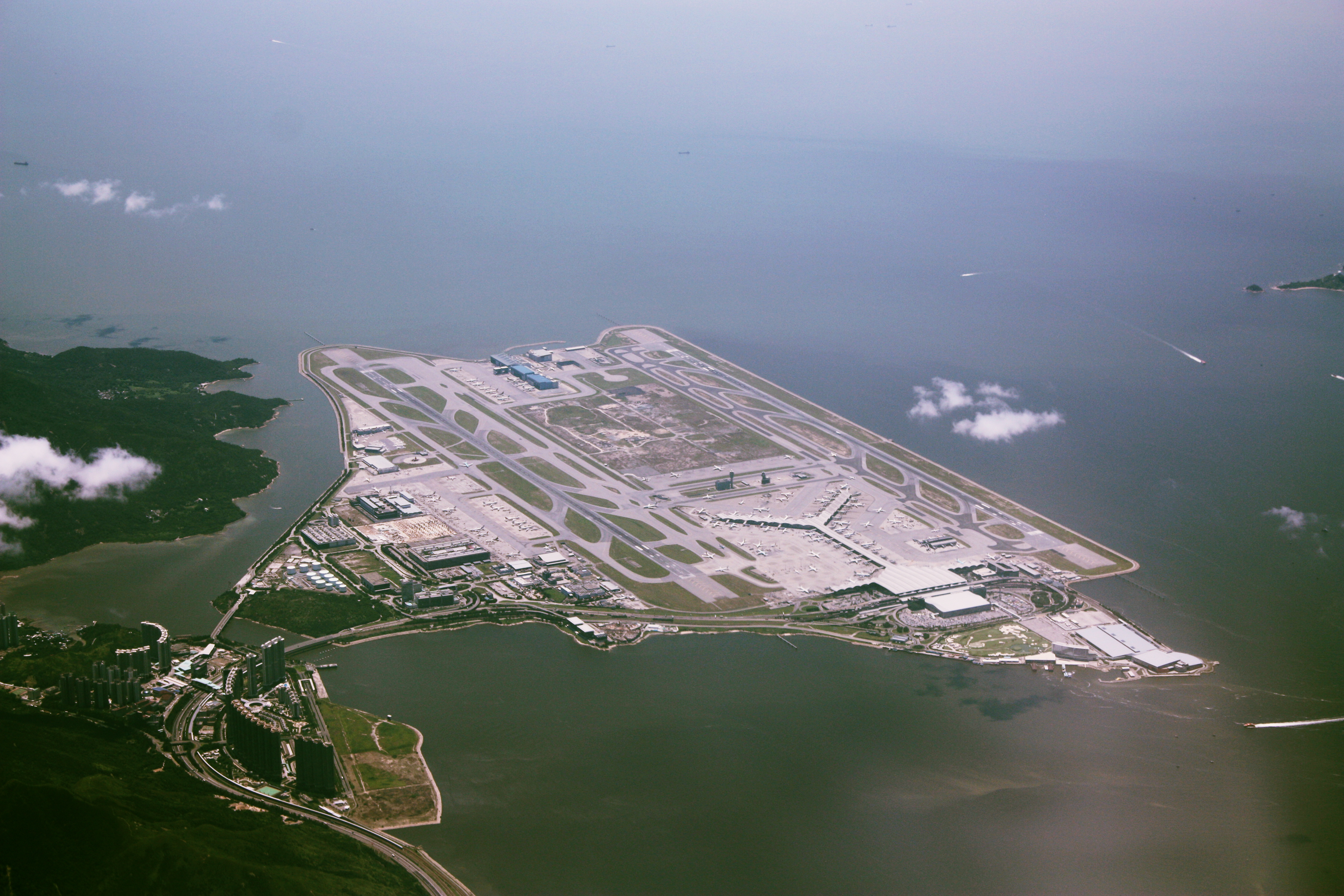
La plate-forme aéroportuaire de l'aéroport international de Hong Kong en 2010.